# Le Guide de la discontinuité
Le Guide de la discontinuité (titre original : The Discontinuity Guide) est un guide sorti en 1995, retraçant l'univers et les coulisses de la série télévisée de science-fiction Doctor Who (1963-1989), diffusée sur la chaîne de télévision BBC. Le livre a été écrit par Paul Cornell, Martin Day et Keith Topping, et a été publié le 1er juillet 1995 sous le nom de Doctor Who - The Discontinuity Guide par Virgin Books.

## Contenu
Le livre se concentre sur la fiction de Doctor Who. Pour chaque feuilleton, les auteurs discutent des racines de l'histoire, des gaffes techniques et narratives, du technobabillage, du pire et du meilleur du dialogue, de la continuité et d'une analyse critique « résultante » de l'histoire. Le livre contient également de courts essais sur des sujets dans la continuité de Doctor Who, tels que la famille du docteur, l'histoire (ou les histoires) des Daleks, la taskforce UNIT et les origines des Seigneur du Temps.
Un de ces essais a marqué la première publication de la théorie de la « Saison 6B » selon laquelle, du point de vue du Second Docteur, les événements de l'épisode The Five Doctors et The Two Doctors se sont déroulés dans une période de la vie du Docteur, plus tard effacée de ses souvenirs, après la fin de l'épisode The War Games mais avant sa régénération comme Troisième Docteur au cours de laquelle, plutôt que de se régénérer immédiatement et de commencer son exil sur Terre, le Docteur, réuni avec ses compagnons Jamie McCrimmon et Victoria Waterfield, a effectué diverses missions pour les Seigneurs du temps.

## Historique des publications
Le livre est publié à l'origine en 1995 par Doctor Who Books, une empreinte de Virgin Books. À l'époque, Virgin détenait la licence pour publier les livres Doctor Who de la BBC et publiait des romans Doctor Who sous licence ainsi que d'autres livres non romanesques sous l'empreinte Doctor Who Books.
Le guide a ensuite reçu une réimpression sans licence sous le nom simple de The Discontinuity Guide (Guide de la discontinuité) en novembre 2004 chez MonkeyBrain Books, avec une nouvelle préface de Lou Anders. En 2013, il est publié sous forme de livre électronique — sous le nom de The Doctor Who Discontinuity Guide — par Orion Publishing Group sous son empreinte Gateway. De plus, le site web Doctor Who de la BBC incorpore le texte du livre, ainsi que celui de Doctor Who: The Television Companion de David J. Howe et Stephen James Walker, dans son guide des épisodes de la série classique.

## Accueil
Lars Pearson décrit Le Guide de la discontinuité comme « un jeu animé à travers toutes les cohérences et incohérences de la série. » Sfcrowsnest critique négativement la réédition de 2004, qui n'incorpore ni information sur le film sorti en 1996, ni sur la nouvelle série à paraître avec Christopher Eccleston, déclarant dans l'ensemble que : « seuls les vrais fans de Dr. Who seront satisfaits de ce livre, mais les lecteurs moins avertis préféreront probablement trouver un livre ou un site web plus convivial et attrayant à la place. »
Le SF Site accueille le livre d'une manière plus mitigée, louant son humour, mais déclarant qu'il plairait probablement davantage aux fans souhaitant connaître les détails des saisons qu'aux fans moins avertis qui ne l'apprécieraient pas autant. Dans les remerciements de The Greatest Show in the Galaxy: The Discerning Fan's Guide to Doctor Who, Marc Schuster et Tom Powers félicitent Le Guide de la discontinuité pour son « esprit ludique ».